# Pierres runiques d'Hakon Jarl
Les pierres runiques d'Hakon Jarl sont des pierres runiques situées en Suède et qui sont datées au XIe siècle, à l'époque du roi du Danemark Knut le Grand.
L'inscription de deux de ces pierres runiques, l'une dans la province de l'Uppland (pierre U 617) et l'autre dans celle du Småland (pierre Sm 76), mentionnent un Hakon Jarl ; les runologues se demandent s'il s'agit d'un seul et même homme ou de deux hommes différents. Plusieurs Hakon Jarl historiquement connus sont concernés : Håkon Sigurdsson, mort en 995 ; son petit-fils Håkon Eiriksson mort en 1029 ou 1030 ; Hákon Ívarsson, mort en 1062 ; et Haakon Paulsson, mort vers 1126.